# سیارک ۲۵۴۲۵
سیارک ۲۵۴۲۵ (به انگلیسی: 25425 Chelsealynn، نامگذاری:1999VR169) بیست و پنج هزار و چهارصد و بیست و پنجمین سیارک کشف شده‌است که در ۱۴ نوامبر ۱۹۹۹ کشف شد.
قدر مطلق سیارک برابر ۱۲.۹ است.